# Кингстън (Канада)
Вижте пояснителната страница за други значения на Кингстън.
Кингстън (на английски: Kingston, на френски: Kingston) е град в провинция Онтарио, Канада. Населението на града през 2011 година е 123 363 души. През 1673 година е основано селището, през 1838 година получава статут на градче и на град през 1846 година. Градът се намира на 175 км югоизточно от Отава, на 290 км западно от Монреал и на 260 км източно от Торонто.

## История
Според археологически данни, районът на града е населяван от палео – индианци между 1000 г. пр.н.е. до 500 г. След 500 г. в района се заселват хора от племената хурони и ирокези, които след 1690 г. са заменени от индианците оджибве.
Самюел дьо Шамплейн изследва района през 1615 г. През 1673 г. Луи дьо Фронтенак основава укрепено селище наречено Катараку. Малко по – късно Рене Робер дьо Ла Сал построява Форт Фронтенак. Форта служи първоначално като защита срещу ирокезите и британците, и като база за изследване на запад и на юг към Мисисипи и Мексиканския залив. През 1758 г. британците превземат форта. След Американската революция околните земи са закупени от оджибве, за да се заселват бежанци от бившите Американски колонии, лоялни към британската корона.

## Развитие
Разположен на връзката между Големите езера и река Сейнт Лорънс, Кингстън бързо прераства в голямо пристанище. Войната от 1812 г. води до значително военно присъствие, което стимулира растежа на местната икономика и население. Между 1841 и 1843 г. като най – голям град в Горна Канада е избран за столица на провинция Горна Канада. През втората половина на 19 век липсата на продуктивна земеделска земя и липсата на нови инвестиции води до икономически и демографски застой за сметка на други градове. В периода преди Втората световна война икономиката на града е доминирана от Канадската локомотивна компания, корабостроителниците, мелници, различни малки рафинерии и малки машинни фабрики. По време на войната в града се развива тежка военна промишленост, която води до икономически растеж и увеличаване на населението. След войната тази промишленост спира да работи. След 2000 г. местната икономика е доминирана от институциите като държавни агенции, болнични заведения и образувателната система.